# VIVA World Cup
VIVA World Cup – międzynarodowy turniej piłkarski organizowany co 2 lata dla zrzeszonych piłkarskich reprezentacji krajowych przez NF-Board, stowarzyszenie federacji nienależących do FIFA.

## Historia
Zostały po raz pierwszy zorganizowane przez NF-Board w roku 2006. Rozgrywki zostały rozegrane na stadionach Oksytanii. W turnieju wzięły udział reprezentacje Laponii, Kamerunu Południowego, Monako i Oksytanii. Początkowo na liście uczestników Viva World Cup były także reprezentacje Romów i Zachodniej Papui. Drużyny systemem kołowym w grupie walczyły o tytuł mistrza. Pierwszy turniej wygrała reprezentacja Laponii.
Zwycięzca Viva World Cup otrzymuje Puchar Nelsona Mandeli.

### Oksytania2006
W kwietniu 2005 NF-Board ogłosił, że na gospodarza inauguracyjnego turnieju VIVA World Cup wybrany został Cypr Północny, który był gospodarzem turnieju z okazji 50-lecia Cypryjskiej Federacji Piłkarskiej z udziałem członka NF-Board Laponii i niestowarzyszonego w FIFA Kosowa. Zakładano udział 16 zespołów wylosowanych spośród członków NF-Board.
Na wiosnę 2005 wybrany został nowy rząd Tureckiej Republiki Cypru Północnego, który dążył do poprawy relacji z innymi państwami. NF-Board twierdzi, że rząd Ferdiego Sabita Soyera chciał wpływać na to, które kraje mogą uczestniczyć w turnieju. Z kolei Cypryjska Federacja Piłkarska twierdzi, że NF-Board składał wygórowane żądania finansowe.
Skutkiem tego federacja NF-Board zdecydowała przekazać prawa do organizacji turnieju Oksytanii. W odpowiedzi Cypryjska Federacja Piłkarska ogłosiła organizację własnego turnieju ELF Cup, który miał się odbyć w tym samym terminie. Niektórzy członkowie NF-Board przyjęli to zaproszenie.
Oksytania ogłosiła, że turniej zostanie rozegrany pomiędzy 19 października a 25 października 2006 i będzie rozgrywany w Hyères koło Tulonu we Francji. Liczba uczestników została ograniczona do ośmiu, z powodu turnieju ELF Cup, którego organizatorzy zgodzili się pokryć wydatki uczestników odciągając część członków NF-Boardu od turnieju VIVA World Cup. Jednakże z powodu braku odpowiednich konkurentów turniej został ograniczony do sześciu zespołów : Monako, Laponia, Romowie, Kamerun Południowy, Papua Zachodnia i gospodarze.
Jednakże, Kamerun Południowy i Papua Zachodnia nie uczestniczyły w Generalnym Zgromadzeniu Federacji NF-Board, a Romowie mieli problemy logistyczne, co spowodowało nowe zagrożenie dla turnieju. Kamerun Południowy zdecydował się wysłać swoją reprezentację, dzięki czemu turniej mógł się rozpocząć z udziałem czterech zespołów.
Nowe problemy dla organizatorów pojawiły się przy okazji problemów z wizami dla zawodników Kamerunu Południowego, co spowodowało ogłoszenie walkowerów we wszystkich meczach z ich udziałem.

### Sapmi2008
Drugie w historii rozgrywki o puchar Nelsona Mandeli zostały rozegrane w lipcu 2008 w dwóch miastach lapońskich: Gällivare i Malmberget. Po raz pierwszy do rywalizacji przystąpiły także drużyny kobiece. W turnieju mężczyzn wzięło udział 5 drużyn, które w jednej grupie rozgrywali spotkania na zasadzie "każdy z każdym". Dwie najlepsze rozegrały finał, a z miejsc 3–4 mecz o 3 miejsce. W turnieju kobiet wystąpiły dwie drużyny, które rozegrały między sobą dwa mecze.

### Padania2009
Trzecie Mistrzostwa Świata drużyn niezrzeszonych w FIFA odbędą się w Padanii w dniach od 15 do 21 czerwca 2009. Decyzja ta zapadła 13 grudnia 2008 na posiedzeniu NF-Board w Mediolanie. Pomimo planów rozegrania spotkania finałowego na San Siro zostanie on rozegrany w Weronie, na stadionie Stadio Marcantonio Bentegodi. Sześć drużyn zostało podzielonych na dwie grupy, z których po dwie drużyny awansowały do półfinałów. Drużyny z 3 miejsc rozegrały spotkanie o 5 miejsce.
Turniej kobiet nie został rozegrany.

### Gozo2010
Decyzja o organizacji VIVA World Cup 2010 przez Gozo zapadła 13 grudnia 2008 na posiedzeniu NF-Board w Mediolanie. Do turnieju zgłoszonych zostało podobnie jak rok wcześniej 6 drużyn. Także podzielono je na dwie grupy a następnie rozegrano półfinały i spotkania o miejsca 5, 3 i finał.
Po raz drugi rozegrano turniej kobiet

### Iracki Kurdystan2012
Początkowo organizacja V edycji VIVA World Cup przez Iracki Kurdystan, która zapadła 13 grudnia 2008 na posiedzeniu NF-Board w Mediolanie zakładała rozegranie turnieju w 2011 roku. W 2010 roku podpisano porozumienie, na mocy którego turniej VIVA World Cup będzie się odbywał na przemian z turniejem Island Games, a co za tym idzie turniej został przesunięty na rok 2012.

## Trofeum
Puchar Viva World Cup został zaprojektowany przez francuskiego rzeźbiarza Gérarda Pigaulta. Określany jest jako Puchar Nelsona Mandeli na cześć byłego prezydenta RPA.

## Medaliści VIVA World Cup
| 2006 Szczegóły | Oksytania | Laponia          | 21:1 | Monako           | Oksytania | walkower               | Kamerun Południowy | Erik Lamøy – 6 bramek Steffen Nystrøm – 6 bramek Tom Høgli – 6 bramek | 4 |
| 2008 Szczegóły | Laponia   | Padania          | 2:0  | Syryjski Aram    | Laponia   | 3:1                    | Iracki Kurdystan   | Stefano Salandra – 4 bramki Giordan Ligarotti – 4 bramki              | 5 |
| 2009 Szczegóły | Padania   | Padania          | 2:0  | Iracki Kurdystan | Laponia   | 4:4 po dogr. karne 5:4 | Prowansja          | Eanis Hammoud - 5 bramek Svein Ove Thomassen - 5 bramek               | 6 |
| 2010 Szczegóły | Gozo      | Padania          | 1:0  | Iracki Kurdystan | Oksytania | 2:0                    | Obojga Sycylii     | Hydar Qaraman – 5 bramek                                              | 6 |
| 2012 Szczegóły | Kurdystan | Iracki Kurdystan | 2:1  | Cypr Północny    | Zanzibar  | 7:2                    | Prowansja          | Yussuf Makame Juma - 7 bramek                                         | 9 |

## Klasyfikacja medalowa
| Miejsce | Reprezentacja    | 1. miejsca | 2. miejsca | 3. miejsca | Razem | Lata zwycięstw    | Lata zdobycia 2 miejsc | Lata zdobycia 3 miejsc |
| ------- | ---------------- | ---------- | ---------- | ---------- | ----- | ----------------- | ---------------------- | ---------------------- |
| 1.      | Padania          | 3          | 0          | 0          | 3     | 2008, 2009*, 2010 |                        |                        |
| 2.      | Iracki Kurdystan | 1          | 2          | 0          | 3     | 2012*             | 2009, 2010             |                        |
| 3.      | Laponia          | 1          | 0          | 2          | 3     | 2006              |                        | 2008*, 2009            |
| 4.      | Monako           | 0          | 1          | 0          | 1     |                   | 2006                   |                        |
| .       | Syryjski Aram    | 0          | 1          | 0          | 1     |                   | 2008                   |                        |
| .       | Cypr Północny    | 0          | 1          | 0          | 1     |                   | 2012                   |                        |
| 7.      | Oksytania        | 0          | 0          | 2          | 2     |                   |                        | 2006*, 2010            |
| 8.      | Zanzibar         | 0          | 0          | 1          | 1     |                   |                        | 2012                   |

* = jako gospodarz.